# Sauber C17
Pour les articles homonymes, voir C17.
Chronologie des modèles (1998)
Sauber C16 Sauber C18
La Sauber C17 est la monoplace de Formule 1 engagée par l'écurie Sauber lors de la saison 1998 de Formule 1. Elle est pilotée par le Français Jean Alesi et l'Anglais Johnny Herbert. Le pilote essayeur est l'Allemand Jörg Müller.

## Historique
Comme la saison précédente, Sauber bénéficie d'un partenariat avec la Scuderia Ferrari qui fournit ses moteurs de la saison précédente rebadgés Petronas, le sponsor principal de l'écurie. Le premier point de la saison est marqué par Johnny Herbert au Grand Prix inaugural en Australie, c'est le seul point que l'Anglais marquera de la saison. La Sauber C17 est dotée d'une boîte de vitesses peu fiable qui contraint Johnny Herbert à de nombreux abandons. Jean Alesi marque quant à lui neuf points et monte sur le podium lors du Grand Prix de Belgique alors qu'il était parti dixième.
À la fin de la saison, Sauber termine sixième du championnat des constructeurs avec dix points.

## Résultats en championnat du monde de Formule 1

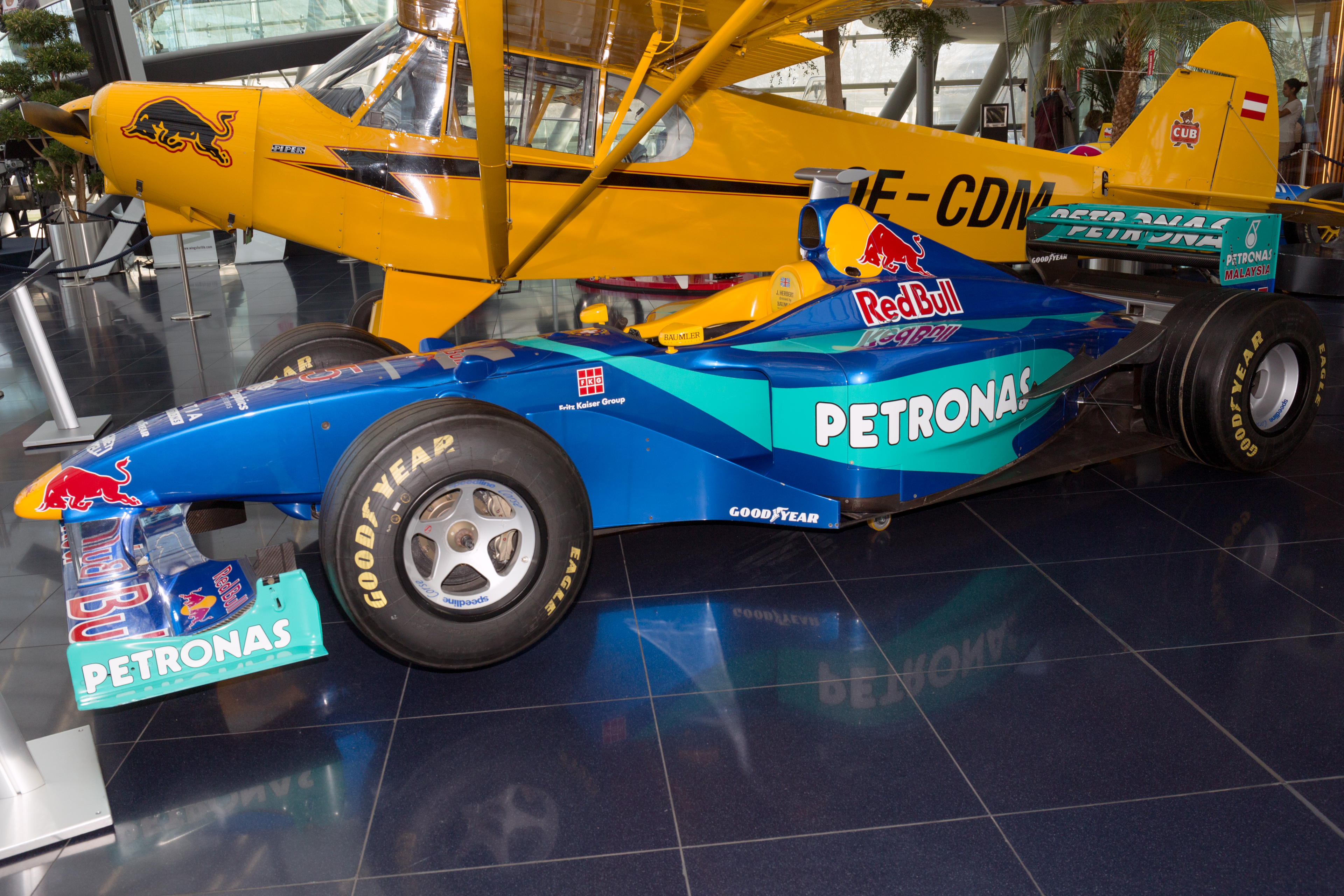
La Sauber C17 de Johnny Herbert en exposition.

| Saison | Écurie                   | Moteur               | Pneus    | Pilotes        | Courses | Courses | Courses | Courses | Courses | Courses | Courses | Courses | Courses | Courses | Courses | Courses | Courses | Courses | Courses | Courses | Points inscrits | Classement |
| Saison | Écurie                   | Moteur               | Pneus    | Pilotes        | 1       | 2       | 3       | 4       | 5       | 6       | 7       | 8       | 9       | 10      | 11      | 12      | 13      | 14      | 15      | 16      | Points inscrits | Classement |
| ------ | ------------------------ | -------------------- | -------- | -------------- | ------- | ------- | ------- | ------- | ------- | ------- | ------- | ------- | ------- | ------- | ------- | ------- | ------- | ------- | ------- | ------- | --------------- | ---------- |
| 1998   | Red Bull Sauber Petronas | Petronas SPE01-D V10 | Goodyear |                | AUS     | BRÉ     | ARG     | SMR     | ESP     | MON     | CAN     | FRA     | GBR     | AUT     | ALL     | HON     | BEL     | ITA     | LUX     | JAP     | 10              | 6e         |
| 1998   | Red Bull Sauber Petronas | Petronas SPE01-D V10 | Goodyear | Jean Alesi     | Abd     | 9e      | 5e      | 6e      | 10e     | 12e     | Abd     | 7e      | Abd     | Abd     | 10e     | 7e      | 3e      | 5e      | 10e     | 7e      | 10              | 6e         |
| 1998   | Red Bull Sauber Petronas | Petronas SPE01-D V10 | Goodyear | Johnny Herbert | 6e      | 11e     | Abd     | Abd     | 7e      | 7e      | Abd     | 8e      | Abd     | 8e      | Abd     | 10e     | Abd     | Abd     | Abd     | 10e     | 10              | 6e         |

Légende : ici 